# Gasteria brachyphylla
Gasteria brachyphylla là một loài thực vật có hoa trong họ Măng tây. Loài này được (Salm-Dyck) van Jaarsv. mô tả khoa học đầu tiên năm 1992.